# Auguste de Hohenlohe-Öhringen
Auguste de Hohenlohe-Öhringen, né le 27 novembre 1784 à Breslau et mort le 15 février 1853 au château de Slawentziz, est un prince de la maison de Hohenlohe issu de la branche luthérienne des Hohenlohe-Ingelfingen.

## Biographie
Le prince Auguste est le seul fils, parmi sept sœurs, du prince Frédéric-Louis de Hohenlohe-Ingelfingen (1746-1818) et de la princesse, née comtesse von Hoym (1763-1840). Il hérite des biens de son père en 1806 qui ne voulait pas que sa principauté passe au royaume de Wurtemberg. Le titre de prince devient alors Hohenlohe-Öhringen. Le prince entre toutefois au service du Wurtemberg. Il préside l'assemblée des seigneurs du Wurtemberg en 1815-1816 et de 1820 à 1830 la chambre royale des seigneurs du Wurtemberg. Il sera premier camérier de cette institution jusqu'en 1849. Ses fils Hugues et Frédéric en font aussi partie.
Lorsque son père meurt en 1818, il hérite des domaines de Slawenzitz et Lassowitz en Haute-Silésie, aujourd'hui en Pologne, ainsi que d'Oppurg en Thuringe.
Il est lieutenant-général de l'armée du Wurtemberg.

## Famille
Le prince appartient à la branche évangélique-luthérienne des Hohenlohe. Il épouse, le 28 septembre 1811 à Ludwigsbourg, la princesse Louise de Wurtemberg (1789-1851), fille du prince Eugène-Frédéric de Wurtemberg et sœur du général de l'armée impériale russe Eugène de Wurtemberg. Elle lui donne quatre enfants :
- Frédéric (1812-1892). Il épouse en 1844 la baronne Mathilde von Breuning (de) (1821-1896)
- Frédérique Mathilde  (1814-1888). Elle épouse en 1835 le prince Gonthier-Frédéric-Charles II de Schwarzbourg-Sondershausen (1801-1889)
- Hugues, duc d'Ujest (1816-1897). Il épouse en 1847 la princesse Pauline de Fürstenberg (1829-1900)
- Félix-Eugène (1818-1900). Il épouse en 1851 la princesse Alexandrine-Frédérique de Hanau, comtesse de Schaumburg (1830-1871).